# 円乗寺 (名古屋市)
円乗寺（えんじょうじ）は、愛知県名古屋市中川区千音寺3丁目にある日蓮宗の寺院。山号は安住山。旧本山は身延山久遠寺(身延門流)、勇師法縁。

## 歴史
天慶2年（939年）、延昌（比叡山延暦寺15世）が創建した千如山音教寺が起源で、のち日蓮宗に改宗した。明治24年（1891年)に濃尾大震災で諸堂が倒壊し、昭和20年(1945年)5月17日の名古屋大空襲で山門、鐘楼堂、水屋形を残し伽藍を焼失した。

## 伽藍
- 本堂

## 歴代・関係人物
- 延昌